# The Chiffons
The Chiffons war eine US-amerikanische Girlgroup der 1960er Jahre.

## Geschichte
Gegründet wurde die Gruppe 1960 von drei Klassenkameradinnen, die gemeinsam die James Monroe High School im Stadtteil Bronx in New York City besuchten. Die damals vierzehnjährige Judy Craig sang die Leadstimme, mit ihr zusammen bildeten die damals dreizehn Jahre alten Patricia Bennett und Barbara Lee die Gruppe. Durch Zufall lernten sie Ronnie Mack kennen, der ihnen einen Plattenvertrag bei Big Deal Records verschaffte. Sie nahmen zunächst eine Coverversion des Liedes Tonight’s the Night von den Shirelles auf. Am 12. September 1960 gelangten beide Singles in die Pop-Charts, die Version der Chiffons erreichte allerdings lediglich Platz 76. Weitere Platten erschienen auf dem Big Deal Label nicht mehr. Die Gruppe musste zwei Jahre auf ihre nächste Plattenveröffentlichung warten. Während dieser Zeit arbeiteten sie als Background-Gesangsgruppe bei Plattenaufnahmen. 1962 veröffentlichte die Gruppe eine Single bei Wildcat Records und eine weitere Single bei Rprs Records. Beide Platten blieben erfolglos.
Im Herbst 1962 versuchte Ronnie Mack, sein Lied He’s so Fine bei der neu gegründeten Produktionsfirma Bright Tunes, die von den Mitgliedern der Gruppe The Tokens gegründet worden war, unterzubringen. Der Titel gefiel und Mack sollte eine passende Gesangsgruppe für die Plattenaufnahme finden. Er ergänzte die Chiffons um eine vierte Sängerin, Sylvia Peterson. Im Dezember 1962 erschien die Single mit dem Titel Oh My Lover als B-Seite. Im Februar 1963 erreichten sie mit dem Lied He’s so Fine Platz 1 der amerikanischen Pop-Charts. Die Single hielt sich vier Wochen auf Platz 1 und belegte ebenfalls vier Wochen den ersten Platz der R&B-Charts. George Harrison wurde später vorgeworfen, diesen Song in seiner Single My Sweet Lord kopiert zu haben, woraufhin er nach einem Gerichtsverfahren zwei Drittel seiner Tantiemen an den ursprünglichen Songschreiber Ronnie Mack zahlen musste. Harrisons Werk gilt heute als das berühmteste ungewollte Plagiat der Musikgeschichte.
Während die Folgesingle Lucky Me ein völliger Flop wurde, kamen sie mit One Fine Day, das bis Platz 5 gelangte, erneut in die Top 10. Der Titel, eine Komposition von Carole King und Gerry Goffin, wurde ebenfalls von den Tokens produziert. Die Single kam in den RB-Charts bis Platz 6 und in Großbritannien auf Platz 29.
Gleichzeitig veröffentlichten die Chiffons auf Rust Records, einem Sublabel von Laurie Records Platten unter dem Gruppennamen The Four Pennies. Ihre Singles My Block und When the Boy’s Happy (The Girl’s Happy Too) erreichten jedoch nur Platz 67 bzw. 95 der Pop-Charts.
Im Laufe des Jahres 1963 traten die Chiffons in den namhaftesten TV-Shows der damaligen Zeit auf: American Bandstand, Shindig und Hullabaloo. Im Herbst und Winter 1963 hatten die Chiffons mit A Love so Fine und I Have a Boyfriend noch einmal zwei kurzlebige Top-40-Hits. Der Titel I Have a Boyfriend wurde von Jeff Barry, Ellie Greenwich und den Tokens komponiert und von den Tokens produziert.
In der Phase der „British Invasion“ 1964 und 1965 gelangen den Chiffons nur einige kleinere Hits wie Sailor Boy und Nobody Knows What’s Goin’ On (In My Mind but Me). Im Sommer 1966 hatten sie mit Sweet Talkin’ Guy ihren letzten Top-10-Hit. Zwar gelangten im Laufe des Jahres 1966 noch zwei weitere Singles, Out of This World und Stop, Look and Listen, auf untere Chartplätze, aber die Erfolgszeiten der Gruppe waren vorbei. Zwar erschienen noch bis 1969 vier weitere Singles bei Laurie Records, aber die blieben erfolglos, ebenso wie die Single Secret Love 1969 bei BTP Records und 1970 So Much in Love auf dem Label Buddah Records. Ein Comebackversuch Mitte der 1970er Jahre wurde nach zwei erfolglosen Singleveröffentlichungen auf dem Laurie Label eingestellt.

## Diskografie

### Studioalben
| Jahr | Titel             | Höchstplatzierung, Gesamtwochen, AuszeichnungChartplatzierungen (Jahr, Titel, Platzierungen, Wochen, Auszeichnungen, Anmerkungen) | Höchstplatzierung, Gesamtwochen, AuszeichnungChartplatzierungen (Jahr, Titel, Platzierungen, Wochen, Auszeichnungen, Anmerkungen) | Anmerkungen |
| Jahr | Titel             | UK | US | Anmerkungen |
| ---- | ----------------- | --- | --- | ----------- |
| 1963 | The Chiffons      | — | US97 (11 Wo.)US |             |
| 1966 | Sweet Talkin’ Guy | — | US149 (3 Wo.)US |             |

Weitere Studioalben
- 1970: My Secret Love
- 19??: Starring the Isley Brothers and the Chiffons (mit The Isley Brothers und Charlie Francis; LP undatiert)

### Kompilationen
- 1966: Lou Christie and the Classics (mit Lou Christie und The Isley Brothers)
- 1975: Everything You Always Wanted to Hear by the Chiffons but Couldn’t Get
- 1976: Greatest Hits
- 1979: Sing the Hits of the 50’s & 60’s
- 1980: Classic Cuts (EP)
- 1981: Everything You Always Wanted to Hear by the Chiffons … But Couldn’t Get
- 1981: 16 Big Hits
- 1985: Flips, Flops & Rarities
- 1985: Doo-Lang, Doo-Lang, Doo-Lang
- 1988: The Best of the Chiffons
- 1990: Greatest Recordings
- 1991: Greatest Hits
- 1991: The Fabulous Chiffons
- 1994: Boys! Boys! Boys!
- 1996: The Best of the Chiffons
- 1996: Greatest Hits
- 2004: Absolutely the Best!
- 2006: Sweet Talkin’ Girls – The Best of the Chiffons (2 CDs)

### Singles
| Jahr | Titel Album                                                                        | Höchstplatzierung, Gesamtwochen, AuszeichnungChartplatzierungen (Jahr, Titel, Album, Platzierungen, Wochen, Auszeichnungen, Anmerkungen) | Höchstplatzierung, Gesamtwochen, AuszeichnungChartplatzierungen (Jahr, Titel, Album, Platzierungen, Wochen, Auszeichnungen, Anmerkungen) | Anmerkungen |
| Jahr | Titel Album                                                                        | UK | US | Anmerkungen |
| ---- | ---------------------------------------------------------------------------------- | --- | --- | ----------- |
| 1960 | Tonight’s the Night Starring the Isley Brothers and the Chiffons                   | — | US76 (4 Wo.)US |             |
| 1963 | He’s so Fine The Chiffons                                                          | UK16 (12 Wo.)UK | US1 (15 Wo.)US |             |
| 1963 | One Fine Day                                                                       | UK29 (6 Wo.)UK | US5 (10 Wo.)US |             |
| 1963 | My Block The Chiffons                                                              | — | US67 (5 Wo.)US |             |
| 1963 | A Love so Fine Greatest Hits                                                       | — | US40 (9 Wo.)US |             |
| 1963 | When the Boy’s Happy (The Girl’s Happy Too) Everything You Always Wanted to Hear … | — | US95 (5 Wo.)US |             |
| 1963 | I Have a Boyfriend Greatest Hits                                                   | — | US36 (10 Wo.)US |             |
| 1964 | Sailor Boy Greatest Hits                                                           | — | US81 (3 Wo.)US |             |
| 1965 | Nobody Knows What’s Goin’ On (In My Mind but Me) Sweet Talkin’ Guy                 | — | US49 (9 Wo.)US |             |
| 1966 | Sweet Talkin’ Guy                                                                  | UK4 (22 Wo.)UK | US10 (10 Wo.)US |             |
| 1966 | Out of This World Sweet Talkin’ Guy                                                | — | US67 (4 Wo.)US |             |
| 1966 | Stop, Look and Listen Everything You Always Wanted to Hear …                       | — | US85 (2 Wo.)US |             |

Weitere Singles
- 1964: Easy to Love (So Hard to Get)
- 1965: Tonight I’m Gonna Dream
- 1966: My Boyfriend’s Back
- 1967: If I Knew Then (What I Know Now)
- 1968: Just for Tonight
- 1968: Keep the Boy Happy
- 1968: Up on the Bridge
- 1968: March (Promo)
- 1969: Love Me Like You’re Gonna Lose Me
- 1970: Secret Love
- 1970: So Much in Love
- 1975: My Sweet Lord
- 1976: Dream, Dream, Dream